# Nikolaj Nikolaevič Semënov
Nikolaj Nikolaevič Semënov (in russo Николай Николаевич Семёнов?; Saratov, 15 aprile 1896 – Mosca, 25 settembre 1986) è stato un chimico e fisico sovietico, premio Nobel per la chimica nel 1956.

## Biografia
Professore di chimica fisica al Collegio superiore dal 1928, divenne direttore dell'istituto di chimica fisica dell'Accademia russa delle scienze nel 1944.
Le sue osservazioni sugli equilibri chimici in rapporto alla velocità di reazione delle sostanze gassose hanno contribuito notevolmente alla conoscenza della dissociazione delle molecole dei gas.
Ha elaborato e dimostrato sperimentalmente la teoria delle reazioni a catena e la teoria termica delle combustioni e delle esplosioni; di fondamentale importanza sono i suoi studi sulla propagazione delle onde esplosive.
Tra le sue opere si ricordano Problemi di cinetica chimica e reattività, e numerose monografie sulle reazioni a catena.
Per i suoi studi di cinetica chimica ha ottenuto in patria nel 1941 il premio Stalin e nel 1956 il premio Nobel per la chimica condiviso con l'inglese Cyril Norman Hinshelwood. Nel 1958 è stato eletto membro della Royal Society di Londra.